# Franz von Dingelstedt
Franz von Dingelstedt (Halsdorf, 30 giugno 1814 – Vienna, 15 maggio 1881) è stato un poeta e giornalista tedesco.
È anche considerato un importante direttore teatrale del 1900; infatti diresse il Burgtheater (teatro di corte) di Vienna. Divenne famoso grazie alla canzone Weserlied, da lui composta e musicata da Gustav Pressel. La sua raccolta di opere letterarie più conosciuta è Lieder eines kosmopolitischen Nachtwächters (Canzoni di un guardiano notturno cosmopolita) di chiara ispirazione liberale.

## Biografia
Franz Dingelstedt nato nel 1814 a Halsdorf nel comune di Marburgo, era figlio di un funzionario dell'Elettorato d'Assia ed è cresciuto a Rinteln, comune situato sulle rive del fiume Weser. Dal 1821 ha lì frequentato la scuola secondaria e a soli 17 anni ha preso il diploma con la designazione di “primus omnium”. Infine, dal 1831 al 1834 per volere del padre, studiò teologia all'università di Marburgo. Divenne insegnante e lavorò innanzitutto in un riformatorio per giovani inglesi. Nel 1836 si trasferì a Kassel; lì pubblicò le sue prime poesie. Le sue satire Bilder di Hessen-Kassel, nelle quali deride la residenza reale, furono pubblicate nel giornale Europa.
Come punizione per queste fu trasferito alla scuola superiore di Fulda. Nella provincia, vista come un esilio, scrisse il romanzo Die neuen Argunauten (1839) per il quale Dingelstedt dovette versare 20 talleri come sanzione perché conteneva un passo blasfemo. Lì scrisse anche la sua opera più famosa Die Lieder eines kosmopolitischen Nachtwächters (Canzoni di un guardiano notturno cosmopolita). Questa potrebbe essere stata l'occasione in cui fu invitato come "ospite benvoluto" dalle signore della fondazione aristocratica Wallenstein. Tramite la canonichessa Auguste von Seckendorff ricevette successivamente il titolo di consigliere di corte a Stoccarda. Nel 1838 consegnò il suo dottorato di ricerca con il titolo Prolegomena ad artempoeticam all'Università di Marburgo, che però fu rifiutato. Con la successiva domanda all'Università di Jena ebbe più successo, qui con lo stesso lavoro gli venne conferito il dottorato il 18 maggio 1838, ma con il divieto di utilizzare il titolo in Assia. Nel 1840 Dingelstedt si schierò a favore dell'esperto di diritto pubblico Sylvester Jordan, che si era impegnato duramente nella redazione della Costituzione di Marburgo nel 1831. Jordan fu la figura simbolo della lotta contro i moti di rivoluzione francesi e fu condannato a più anni di reclusione a causa di presunti contatti con le forze repubblicane. Un suo scritto, originariamente stampato come volantino, suscitò una grande attenzione per la sua scarcerazione che tuttavia, avvenne solo nel 1845. Infine, nel 1841, Dingelstedt lasciò l'insegnamento e Fulda. La sua opera Die Lieder eines kosmopolitischen Nachtwächters fu pubblicata lo stesso anno in modo anonimo dall'editore Julius Campe. Quando nel dicembre del 1841 il governo prussiano emanò il divieto di stampa di tutte le opere di questa casa editrice, anche Franz von Diengelstedt era nelle file degli autori d'opposizione della Giovane Germania, come Heinrich Heine e Heinrich Laube.
Dagli anni '30 del 1800 Franz Dingelstedt lavorò come giornalista, costruì una vasta rete di contatti e tra il 1835 e il 1850 pubblicò almeno 74 riviste letterarie. Nel 1841 a Kassel fu il primo redattore della rivista Der Salon. Dietro a questa forte presenza mediatica nascondeva la volontà percettibile di un cambiamento lavorativo. Si voleva emancipare dalla sua professione di insegnante borghese e aspirava già da prima al posto di redattore del giornale tedesco di Augusta Allgemeine Zeitung.
Questo desiderio si realizzò alla fine nel 1841. Dingelstedt per paura della reazione alla sua opera Canzoni di un guardiano notturno cosmopolita (Die Lieder eines kosmopolitischen Nachtwächters) venne mandato a Parigi come corrispondente e successivamente a Londra e Vienna. A Londra conobbe la cantante Jenny Lutzer, che sposò nel 1844. L'anno 1843 spesso viene visto come l'anno di svolta nella vita di Dingelstedt; fino a questo momento si era opposto alla politica di restauro come alla feudalità del principato. Appena due anni dopo, nel anno 1843, Dingelstedt accettò il posto offertogli dal re di Württemberg come lettore e bibliotecario a Stoccarda e venne anche nominato consigliere aulico. Questo cambiamento delle sue idee politiche gli creò tanti nemici, tra i quali i giovani autori tedeschi. Anche altri colleghi poeti si sentirono traditi da Dingelstedt.
Con la nomina a consigliere aulico e il posto alla corte di Württemberg, Dingelsted trascorse la vita dal 1843 su strade del tutto diverse. Dopo l'impiego a Stoccarda, dove dal 1846 lavorò come drammaturgo al teatro di corte, nel 1851 divenne direttore del teatro di corte di Monaco, dove il pubblico conservatore bavarese incontrò l'allora poeta lirico di opposizione di Marburgo in modo ostile e sfavorevole.
Nel 1857 grazie a Franz Liszt, direttore d'opera a Weimar, Dingesltedt andò a lavorare come direttore generale al teatro di corte di Weimar. Già nel 1850 Dingelstedt compose un prologo per la prima del luogo dell'opera di Wagner Lohegrin, per farsi conoscere in questa città.
In una recensione della prima lo stesso Dingelstedt scrisse che il suo prologo “era stato accolto in maniera immensamente gentile dal pubblico”, mentre mostrò meno comprensione per la musica e l'estetica di Richard Wagner. La successiva collaborazione di Weimar tra Liszt e Dingelstedt fallì, nonostante l'amicizia tra i due, perché Dingelstedt concesse priorità evidente allo spettacolo e trascurò l'opera. Tra diversi imbrogli si giunse infine alla discordia e Liszt presentò le sue dimissioni scritte. 
Nel 1867 Dingelstedt divenne direttore dell'Opera di Corte, che venne trasferita sotto la sua direzione generale.
Gli fu anche conferito un titolo nobiliare dal re Ludovico II. Dal 1870 diresse il teatro della residenza viennese (Hofburgtheater). Nel 1876 l'imperatore Franz Joseph gli diede il titolo di barone.
Franz Dingelstedt morì nel 1881 a Vienna e venne sepolto nel cimitero centrale in una tomba ad honorem, vicino a sua moglie Jenny Lutzer, morta nel 1877. Nel 1894 gli venne dedicata una strada “Dingelstedtgasse” a Vienna. Anche a Hannover, Rinteln, Kassel e nel sud di Fulda le strade portano il suo nome.

## Opere
Dingelstedt poeta si muove essenzialmente nel campo della lirica (Lieder eines kosmopolitischen Nachtwächters [1841/42], Nacht und Morgen [1851]). Ma non solo. Scrive anche romanzi e novelle (Die neuen Argonauten [1839], Unter der Erde [1840]). Tra le sue opere teatrali drammatiche è da citare Das Haus der Barneveldt, che apparì nel 1850 a Monaco.
Realizzò anche opere drammaturgiche e storico-letterarie come le traduzioni di alcune opere di Shakespeare, Molière e Beaumarchais. Stese anche liriche di tipo politico, nelle quali criticava aspramente la condizione politica e sociale della Germania pre-rivoluzionaria. Dingelstedt si schierò contro la monarchia assoluta, il clericalismo, la corruzione, il filisteismo e la censura. Nella sua opera Canzoni di un guardiano notturno cosmopolita si focalizza in parte su luoghi reali come Francoforte sul Meno, Monaco, Kassel, Berlino e Vienna e usa ogni volta degli esempi concreti per criticare e compromettere queste città o per ironizzare su di esse. In una di queste canzoni si dedica al tema della demenza senile e alla prassi medica utilizzata in ambito psichiatrico.
Lo stile di Dingelstedt è composto prevalentemente da rime ed enjambements insoliti e volutamente a effetto così come la sua ironia. La satira, l'ironia e lo scetticismo satirico sono quegli elementi della lirica politica che distinguono stilisticamente Dingelstedt da molti dei suoi contemporanei e che lo avvicinano allo stile di Heinrich Heine. Le oltre 80 poesie non si differenziano solo formalmente (strofa di canzoni popolari, sonetto, stanze etc.), ma anche per quanto riguarda il contenuto. Esse presentano infatti molte allusioni letterarie e identificano l'autore come un osservatore attento del suo tempo. Hans-Peter Bayerdörfer ha inoltre dimostrato che il ciclo Nachtwächter ha influenzato lo stile di Heine ed è servito da stimolo diretto per Deutschland. Ein Wintermärchen [1844].
Inoltre Dingelstedt fu un importante direttore teatrale del tardo 1800, la sua concezione di una scenografia decorativa fu apprezzata dal pubblico. Mentre Heinrich Laube, suo predecessore come direttore teatrale, dava attenzione al testo e lavorava sul linguaggio dei suoi attori, per Dingelstedt la scenografia e l'arredamento opulento erano prioritari, specialmente nel dramma storico. Già nel periodo in cui si recò a Monaco, collaborò con il pittore Wilhelm Kaulbach come scenografo. In questo senso, la messinscena di Dingelstedt fu un modo per avvicinarsi al pubblico e anche un'opportunità economica. Nel suo studio su Faust di Goethe, delineò un programma drammaturgico: entrambe le parti del dramma potevano essere rappresentate in tre serate consecutive. Con questa Faust-Trilogie si dimostrò che da una parte Dingelstedt usava il testo in maniera prepotente, per raggiungere il suo obiettivo di una rappresentazione adatta per il palco, dall'altra parte aveva concezioni concrete e metaforiche di questa rappresentazione. Dingelstedt si impegnò anche per far realizzare alcuni drammi classici. Tra il 1851 e il 1855 riusciva a portare sul palcoscenico di Monaco in media 40 opere classiche all'anno. Nel 1854 organizzò un cosiddetto spettacolo unificato dove, con la partecipazione di attori esterni, furono inscenate anche opere di Goethe, Schiller, Lessing e Kleist.
Oltre a Goethe e Schiller, anche le opere di William Shakespeare rappresentano un'ulteriore pietra miliare nella formazione di Dingelstedt. Nel 1864, in occasione del trecentesimo compleanno, mise in scena a Weimar, per la prima volta sul palcoscenico tedesco, i drammi storici shakespeariani e fondò nello stesso anno, insieme a Wilhelm Oechelhäuser, l'Associazione tedesca dedicata a Shakespeare (Deutsche Shakespeare-Gesellschaft), di cui venne eletto secondo vicepresidente. In questo contesto è anche importante nominare la Settimana dedicata a Shakespeare che si tiene al Burgtheater (teatro di corte) di Vienna. Dal 17 al 23 aprile del 1875 vennero messi in scena i drammi storici Riccardo II, Enrico IV, Enrico V, Enrico VI e Riccardo III. Le rappresentazioni shakespeariane di Dingelstedt si basano su trasposizioni proprie in cui egli impiega molto liberamente la traccia originale, si allontana dagli ideali estetici di Schlegel e cerca di portare sul palco uno Shakespeare che fosse di ottimo effetto scenico e popolare. Le rappresentazioni shakespeariane costituiscono una grossa parte del repertorio di Dingelstedt, tuttavia sono già state valutate dai suoi contemporanei come discutibili. La biografia di Dingelstedt, così come il suo lavoro, sembra dividersi in due parti: un primo periodo di opere d'opposizione, che furono ampiamente censurate, e una seconda parte più conformistica come consigliere aulico e come direttore di diversi teatri di corte.
Nell'edizione del 1877 delle opere Die sämmtlichen Werke, pubblicate in 12 volumi e messe insieme dallo stesso Dingelstedt, i testi sono stati resi meno drammatici. Di conseguenza, l'impiego alla corte di Stoccarda non è inaspettato, ma è piuttosto un ulteriore percorso verso la fama e il successo lavorativo. Più appropriata dell'immagine del poeta di successo è quella della sua eterna sofferenza interiore.